# Micranthes

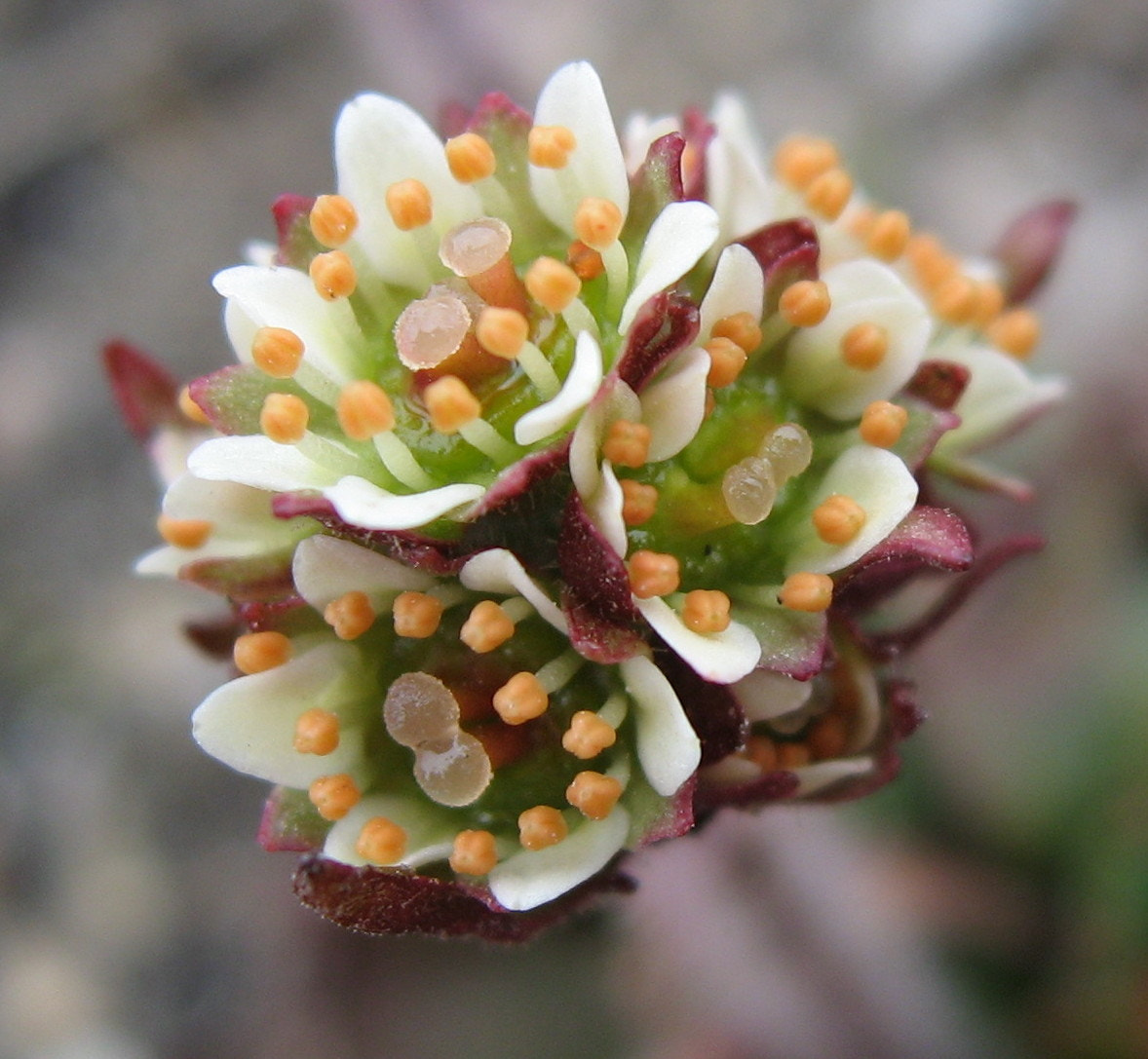
Micranthes nivalis

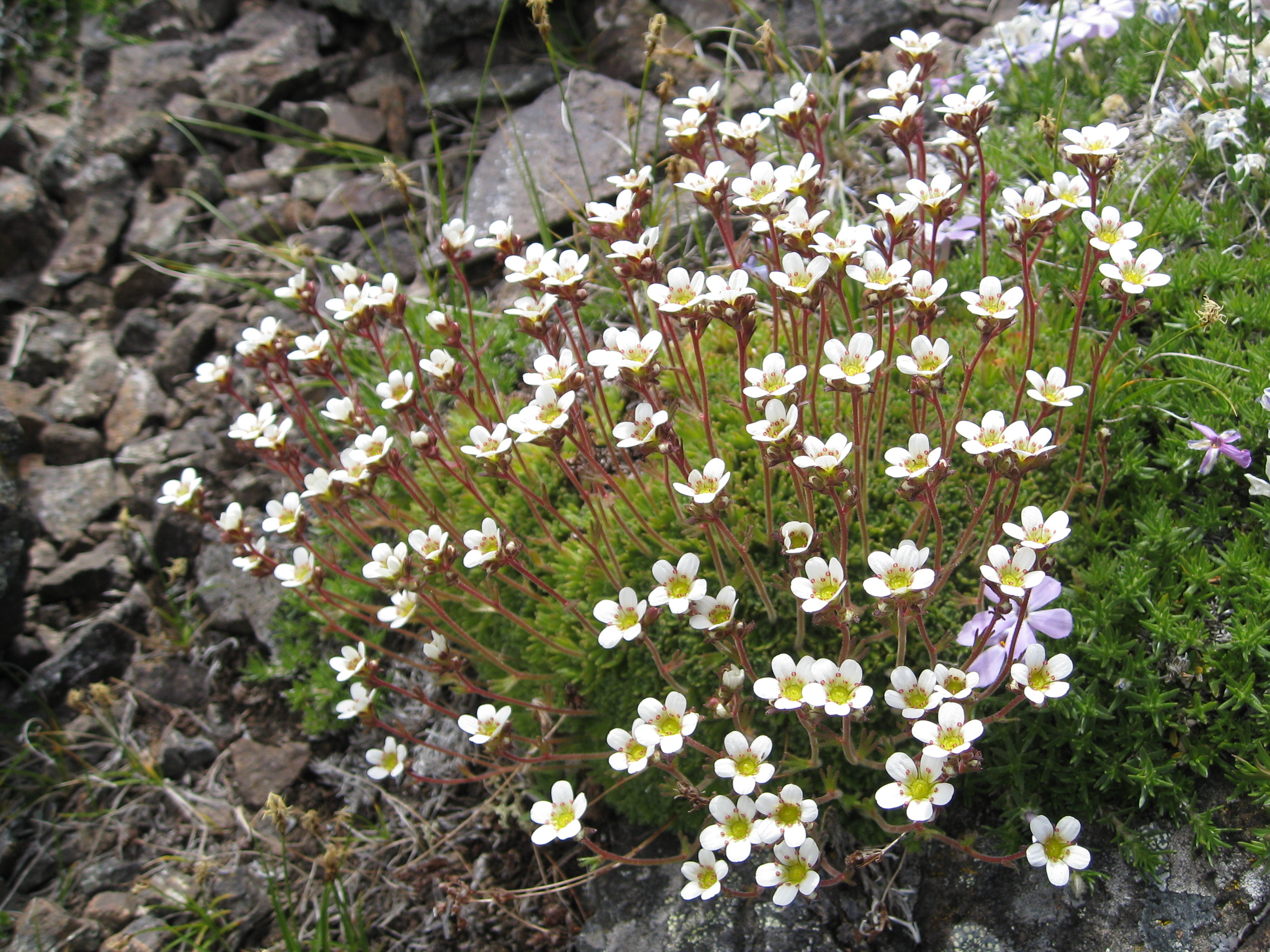
Micranthes tolmiei

Micranthes – rodzaj roślin z rodziny skalnicowatych (Saxifragaceae). Obejmuje 84 gatunki. Tradycyjnie rośliny te włączane były z powodu podobieństwa morfologicznego do rodzaju skalnica Saxifraga w randze sekcji. Okazały się jednak odlegle spokrewnione, choć należą do tej samej rodziny. Rosną na półkuli północnej – w Europie, Azji i Ameryce Północnej w strefie podbiegunowej oraz na obszarach górskich w strefie umiarkowanej. Rodzaj najbardziej zróżnicowany jest w Ameryce Północnej, gdzie rośnie 45 gatunków. W Polsce w Tatrach i Karkonoszach występują dwa gatunki rodzime z tego rodzaju (przy czym tradycyjnie w krajowym piśmiennictwie wciąż zaliczane są do rodzaju Saxifraga, czego wynikiem są ich nazwy zwyczajowe) – skalnica jastrzębcowata M. hieraciifolia i skalnica śnieżna M. nivalis.

## Morfologia

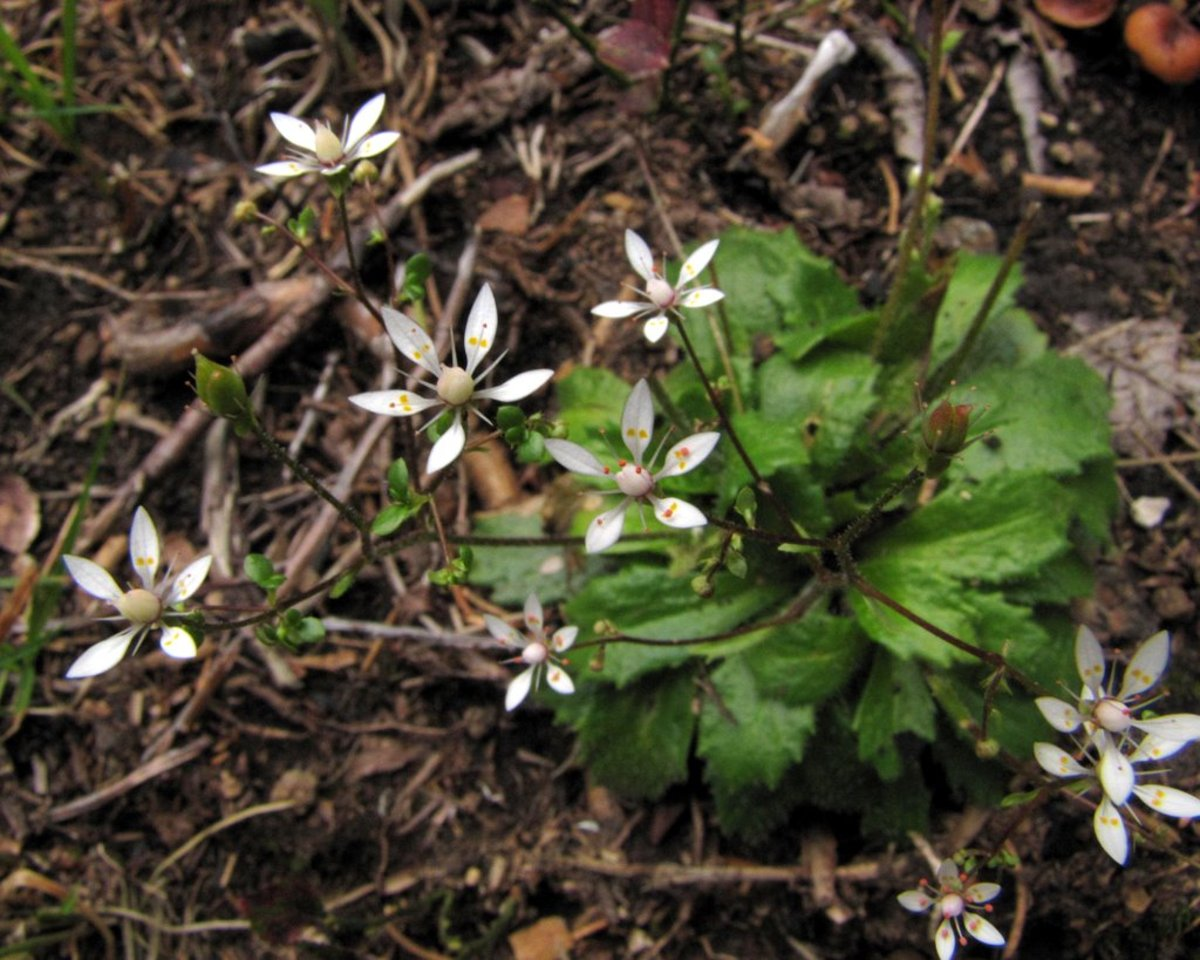
Micranthes stellaris

PokrójRośliny zielne, czasem kłączowe, nierzadko z rozłogami, zwykle owłosione, czasem nagie. Kłącze i szyja korzeniowa pokryte łuskami, czasem też z bulwkami. Łodygi prosto wzniesione, bezlistne, osiągają od 2 do 125 cm wysokości.
LiścieTylko odziomkowe, tylko u M. tolmiei także łodygowe, ale skupione u nasady łodygi. Liście bez przylistków, zwykle ogonkowe, rzadziej siedzące. Blaszka zaokrąglona, nerkowata, jajowata, łopatkowata, trójkątna, rombowata, lancetowata, eliptyczna lub równowąska. Całobrzega, kabowana, ząbkowana, piłkowana lub klapowana, z użyłkowaniem liścia pierzastym lub dłoniastym.
KwiatyZebrane w wierzchotki lub wiechy wierzchotkowe, często wsparte przysadkami. Hypancjum wolne lub częściowo tylko przyległe do zalążni, zwykle zielone, rzadziej fioletowe. Kielich i korona 5–krotne, działki i płatki wolne. Działki zielone, czasem z czerwieniejącymi końcami. Płatki mają najczęściej kolor biały lub kremowy, rzadziej żółtawy, zielonkawy, fioletowy, różowy lub czerwonoróżowy, często są pokryte żółtozielonymi lub pomarańczowymi kropkami. W kwiatach jest 10 pręcików, o nitkach cienkich, spłaszczonych lub maczugowatych. Zalążnię tworzą dwa owocolistki wolne lub zrośnięte zwykle do połowy długości, każdy z własną szyjką słupka.
OwoceWielonasienne torebki (ew. mieszki) zwieńczone dwoma, rzadziej trzema dzióbkami. Nasiona brązowe, eliptyczne lub jajowate, podłużnie żeberkowane.
Rodzaje podobneMimo odległego pokrewieństwa i istotnych różnic dotyczących cech budowy mikroskopowej (pyłku, zarodków i nasion) bardzo podobne pod względem budowy makroskopowej są rośliny z rodzaju skalnica Saxifraga. Morfologicznie różnią się one obecnością liści łodygowych (czasem zredukowanych) oraz nasionami gładkimi lub brodawkowanymi, nigdy nie żeberkowanymi.

## Systematyka
Rośliny tu zaliczane tradycyjnie wyodrębniane były w randze sekcji Micranthes w obrębie rodzaju skalnica Saxifraga. Włączanie ich do tego rodzaju czyni z niego jednak takson polifiletyczny – ta grupa gatunków, mimo morfologicznych podobieństw do skalnic, okazała się z nimi względnie odlegle tylko spokrewniona. Rodzaj Micranthes należy bowiem do kladu Heucheroides, w obrębie którego jest siostrzany względem pary rodzajów śledziennica Chrysosplenium i peltobojkinia Peltoboykinia. Jest też bliżej spokrewniony z większością rodzajów rodziny niż z rodzajem Saxifraga. 
Wykaz gatunków
Nazwy polskie na podstawie:

- Micranthes apetala (Piper) Small
- Micranthes aprica (Greene) Small
- Micranthes astilboides (Losinsk.) Tkach
- Micranthes atrata Losinsk.
- Micranthes brachypetala (Malyschev) Tkach
- Micranthes bryophora (A.Gray) Brouillet & Gornall
- Micranthes californica (Greene) Small
- Micranthes calycina (Sternb.) Gornall & H.Ohba
- Micranthes careyana (A.Gray) Small
- Micranthes caroliniana (A.Gray) Small
- Micranthes cismagadanica (Malyschev) Tkach
- Micranthes clavistaminea Losinsk.
- Micranthes clusii (Gouan) Fern.Prieto, Vázquez, Vallines & Cires
- Micranthes davidii (Franch.) Losinsk.
- Micranthes davurica (Willd.) Small
- Micranthes divaricata Losinsk.
- Micranthes dungbooi (Engl. & Irmsch.) Gornall & H.Ohba
- Micranthes eriophora (S.Watson) Small
- Micranthes ferruginea (Graham) Brouillet & Gornall
- Micranthes foliolosa (R.Br.) Gornall
- Micranthes fragosa (Suksd. ex Small) Small
- Micranthes fusca (Maxim.) S.Akiyama & H.Ohba
- Micranthes gageana (W.W.Sm.) Gornall & H.Ohba
- Micranthes gaspensis (Fernald) Small
- Micranthes gormanii (Suksd.) Brouillet & Gornall
- Micranthes hieraciifolia (Waldst. & Kit. ex Willd.) Haw. – skalnica jastrzębcowata
- Micranthes hitchcockiana (Elvander) Brouillet & Gornall
- Micranthes howellii (Greene) Small
- Micranthes idahoensis (Piper) Brouillet & Gornall
- Micranthes integrifolia (Hook.) Small
- Micranthes japonica (Boissieu) S.Akiyama & H.Ohba
- Micranthes kermodei (Harry Sm. ex Wadhwa) Gornall & H.Ohba
- Micranthes kikubuki (Ohwi) Tkach
- Micranthes laciniata (Nakai & Takeda) S.Akiyama & H.Ohba
- Micranthes lumpuensis (Engl.) Losinsk.
- Micranthes lyallii (Engl.) Small
- Micranthes manchuriensis (Engl.) Gornall & H.Ohba – skalnica mandżurska
- Micranthes marshallii (Greene) Small
- Micranthes melaleuca (Fisch. ex Spreng.) Losinsk.
- Micranthes melanocentra (Franch.) Losinsk.
- Micranthes merkii (Fisch. ex Sternb.) Elven & D.F.Murray
- Micranthes mertensiana (Bong.) Rosend.
- Micranthes mexicana (Engl. & Irmsch.) Brouillet & Gornall
- Micranthes micranthidifolia (Haw.) Small
- Micranthes nelsoniana (D.Don) Small
- Micranthes nidifica (Greene) Small
- Micranthes nivalis (L.) Small – skalnica śnieżna
- Micranthes nudicaulis (D.Don) Gornall & H.Ohba
- Micranthes oblongifolia (Nakai) Gornall & H.Ohba
- Micranthes occidentalis (S.Watson) Small
- Micranthes odontoloma (Piper) A.Heller
- Micranthes oregana (Howell) Small
- Micranthes pallida (Wall. ex Ser.) Losinsk.
- Micranthes palmeri Bush
- Micranthes paludosa (J.Anthony) Gornall & H.Ohba
- Micranthes parvula (Engl. & Irmsch.) Losinsk.
- Micranthes pensylvanica (L.) Haw. – skalnica pensylwańska
- Micranthes petiolaris (Raf.) Bush
- Micranthes pluviarum (W.W.Sm.) Gornall & H.Ohba
- Micranthes pseudopallida (Engl. & Irmsch.) Losinsk.
- Micranthes punctata (L.) Losinsk.
- Micranthes purpurascens Kom.
- Micranthes razshivinii (Zhmylev) Brouillet & Gornall
- Micranthes redofskyi (Adams) Elven & D.F.Murray
- Micranthes reflexa (Hook.) Small
- Micranthes rhomboidea (Greene) Small
- Micranthes rubriflora (Harry Sm.) Gornall & H.Ohba
- Micranthes rufidula Small
- Micranthes rufopilosa (Hultén) D.F.Murray & Elven
- Micranthes sachalinensis (F.Schmidt) S.Akiyama & H.Ohba
- Micranthes spicata (D.Don) Small
- Micranthes staminosa (Shlotg. & Vorosch.) Tkach
- Micranthes stellaris (L.) Galasso, Banfi & Soldano – skalnica gwiazdowata
- Micranthes subapetala (E.Nelson) Small
- Micranthes svetlanae (Vorosch.) Tkach
- Micranthes tempestiva (Elvander & Denton) Brouillet & Gornall
- Micranthes tenuis (Wahlenb.) Small
- Micranthes texana (Buckley) Small
- Micranthes tilingiana (Regel & Tiling) Kom.
- Micranthes tischii (Skelly) Brouillet & Gornall
- Micranthes tolmiei (Torr. & A.Gray) Brouillet & Gornall
- Micranthes unalaschcensis (Sternb.) Gornall & H.Ohba
- Micranthes virginiensis (Michx.) Small – skalnica wirginijska
- Micranthes zekoensis (J.T.Pan) Gornall & H.Ohba